# Maritieme ruimtelijke ordening
Maritieme ruimtelijke ordening (MRO) is een procedure die ervoor zorgt dat verschillende aspecten die te maken hebben met de oceaan samengebracht worden, met inbegrip van energiebeleid, industrie, overheid, instandhouding en recreatie, om te komen tot een goede coördinatie en om informatie te verstrekken over beslissingen en over het gebruik van  middelen. MRO maakt gebruik van kaarten die een vollediger beeld van een maritiem gebied weergeven, waar en hoe een oceaangebied wordt gebruikt en waaruit de natuurlijke hulpbronnen en habitat bestaan. 
Door het opstellen van een duidelijke kaart en de planmatige benadering van ruimtelijke ordening van de oceaan, kunnen gebruikers proactief conflicten minimaliseren en zoeken naar manieren om de voordelen te maximaliseren. Het beoogde resultaat van MRO is een meer gecoördineerde aanpak van hoe onze oceanen worden gebruikt, met name ervoor zorgen dat diverse menselijke toepassingen worden ondersteund, terwijl een gezond maritiem ecosysteem wordt gehandhaafd voor mensen die van de oceaan afhankelijk zijn. (Ocean Conservancy, 2009) 

## Definitie en concept
Er bestaan een aantal definities voor maritieme ruimtelijke ordening. 
Volgens de Verenigde Naties voor onderwijs, wetenschap en cultuur, is MRO een publiek proces van analyseren en de toewijzing van de ruimtelijke en temporele verdeling van de menselijke activiteiten in de zeegebieden aan de ecologische, economische en sociale doelstellingen, die meestal gespecificeerd worden door het realiseren van een politiek proces. In wezen is MRO een hulpmiddel waarmee een geïntegreerde, toekomstgerichte en consistente besluitvorming over het gebruik van de zee kan gerealiseerd worden. Tal van landen over de hele wereld gebruiken MRO om zo overbevolking op hun territoriale zeewateren te bestrijden. 
Het Britse Ministerie van Milieubeheer, Voedselvoorziening en Plattelandszaken heeft een veelgebruikte definitie: "Strategische, toekomstgerichte planning voor het regelen, het beheer en de bescherming van het maritieme milieu, onder meer door toewijzing van ruimte, dat focust op het verschillend, cumulatief, en mogelijk conflicterend gebruik van de zee" (DEFRA, 2004,3).
De belangrijkste elementen van  MRO zijn: een samenhangend geheel van plannen, beleid en regelgeving, de componenten van  milieumanagement systemen (bijvoorbeeld het formuleren van doelstellingen, een eerste analyse, implementatie, monitoring, controle en evaluatie), en enkele van de vele instrumenten die al zijn gebruikt voor de ruimtelijke ordening . Een essentiële overweging is dat MRO moet werken in verschillende sectoren en in een geografische context waarin beslissingen moeten genomen worden over het gebruik van hulpbronnen, de ontwikkeling, instandhouding en het beheer van de activiteiten in het maritieme milieu (JMPMU 55, 2007). 
Effectieve maritieme ruimtelijke ordening heeft essentiële kenmerken:
- Veelvoudig objectief. Maritieme ruimtelijke ordening brengt ecologische, sociale, economische en beleidsdoelstellingen in evenwicht.
- Ruimtelijk geconcentreerd. Het oceaangebied moet goed worden beheerd, duidelijk omschreven zijn en groot genoeg zijnom relevante ecosysteem-processen op te nemen.
- Geïntegreerd.  Het planningsproces moet betrekking hebben op de onderlinge relaties en de onderlinge afhankelijkheid van elk onderdeel binnen het gedefinieerde managementgebied, met inbegrip van natuurlijke processen, activiteiten en  autoriteiten.